# Colonia San Martín
Colonia San Martín o San Martín de Tours es una localidad argentina del sur de la provincia de Buenos Aires, perteneciente al partido de Saavedra. Se trata de un pueblo nacido gracias a los alemanes del Volga, quienes construyeron sus primeras casas con adobe, haciendo de la nada, una pequeña comarca.

## Ubicación
Se ubica sobre la Ruta Nacional 33 a 24 km al norte de Tornquist, a 34 km al sur de la ciudad de Saavedra y a 45 km al sur de Pigué.

## Población
Cuenta con 92 habitantes (Indec, 2010), lo que representa un descenso del 33% frente a los 137 habitantes (Indec, 2001) del censo anterior.
| Gráfica de evolución demográfica de Colonia San Martín entre 1991 y 2010                           |
| |
| Fuente: Censos nacionales del INDEC. En el censo de 1991 fue considerada población rural dispersa. |

- Datos: Q5777852